# Antrobia culveri
Antrobia culveri е вид коремоного от семейство Cochliopidae. Видът е застрашен от изчезване.

## Разпространение
Разпространен е в САЩ.